# Gianbattista Baronchelli

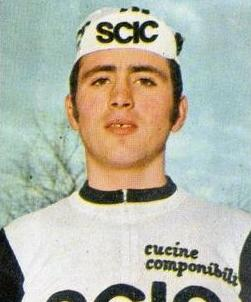
Gianbattista Baronchelli (1974)

Gianbattista Baronchelli (* 6. September 1953 in Ceresara, Provinz Mantua) ist ein ehemaliger italienischer Radrennfahrer.
Nachdem Baronchelli, genannt „Gibi“, 1973 die Amateur-Etappenrennen Giro d’Italia Dilettanti und Tour de l’Avenir gewonnen hatte, wurde er 1974 Berufsfahrer. Seinen ersten Sieg als Berufsfahrer konnte er bei der Trofeo Laigueglia feiern. Am Ende seiner Laufbahn hatte er 89 Erfolge als Profi aufzuweisen.
In seinem ersten Profijahr wurde der Bergspezialist beim Giro d’Italia 1974 nur um zwölf Sekunden von Eddy Merckx geschlagen. Er bestritt den Giro d’Italia insgesamt 13 Mal und belegte zehn Mal Plätze unter den ersten Zehn der Gesamtwertung, darunter beim Giro d’Italia 1978 ein weiteres Mal als Zweiter nur 59 Sekunden hinter Johan De Muynck. Beim Giro d’Italia 1986 gewann er eine Etappe und übernahm zwischenzeitlich das Maglia Rosa des Gesamtführenden. Er gab das Rennen nach Unstimmigkeiten mit seinen Teamkollegen Francesco Moser und Claudio Corti sowie Teamleiter Gianluigi Stanga auf. Er wechselte noch während der Saison vom Radsportteam Supermercati Brianzoli zur Del-Tongo-Mannschaft von Mosers Rivalen Giuseppe Saronni, für das er zum Saisonende zum zweiten Mal nach 1977 den Klassiker Giro di Lombardia gewann. Bei seinem zweiten Sieg konnte er sich kurz vor dem Ziel aus einer sechsköpfigen Spitzengruppe absetzen und so den Sprintsieg des Favoriten Sean Kelly vereiteln.
Nach Ende der Saison 1989 beendete Baronchelli seine Karriere. Sein Bruder Gaetano Baronchelli war ebenfalls Radrennfahrer.

## Erfolge
| 1973 - Gesamtwertung und eine Etappe Giro d’Italia Dilettanti - Gesamtwertung und eine Etappe Tour de l’Avenir 1975 - Trofeo Laigueglia 1976 - Giro della Romagna 1977 - Giro dell’Appennino - Gesamtwertung und eine Etappe Tour de Romandie - eine Etappe Giro d’Italia - Giro di Lombardia 1978 - eine Etappe Giro d’Italia - Coppa Placci - Giro del Piemonte - Giro dell’Appennino - Giro dell’Umbria 1979 - Giro dell’Appennino - Giro della Romagna | 1980 - eine Etappe Giro del Trentino - Giro della Provincia Di Reggio Calabria - Giro dell’Appennino - Rund um den Henninger-Turm - eine Etappe Giro d’Italia - Coppa Sabatini - Giro del Piemonte - Giro dell’Emilia - Gran Premio Montelupo - Vizeweltmeister 1981 - eine Etappe Giro d’Italia - Giro dell’Appennino - Giro di Toscana - Giro del Lazio - Gesamtwertung Apulien-Rundfahrt 1982 - Giro dell’Appennino - GP Industria & Artigianato 1984 - Giro di Toscana 1985 - eine Etappe Vuelta a España 1986 - eine Etappe Giro d’Italia - Giro di Lombardia |

## Grand-Tour-Platzierungen
| Grand Tour            | 1974 | 1975 | 1976 | 1977 | 1978 | 1979 | 1980 | 1981 | 1982 | 1983 | 1984 | 1985 | 1986 | 1987 |
| --------------------- | ---- | ---- | ---- | ---- | ---- | ---- | ---- | ---- | ---- | ---- | ---- | ---- | ---- | ---- |
| Vuelta a EspañaVuelta | –    | –    | –    | –    | –    | –    | –    | –    | –    | –    | –    | DNF  | –    | –    |
| Giro d’ItaliaGiro     | 2    | 10   | 5    | 3    | 2    | –    | 5    | 10   | 5    | 17   | 6    | 6    | DNF  | DNF  |
| Tour de FranceTour    | –    | –    | DNF  | –    | –    | –    | –    | –    | –    | –    | –    | –    | –    | –    |